# Uricita
L'uricita és un mineral que forma part dels organògens. Està formada per oxigen, nitrogen, carboni i hidrogen. A més a més, conté àcid úric del qual en deriva el seu nom. Es pot trobar en zones com a la cova de Dingo Donga, Rawlinna, Western Australia i Austràlia.